# آرثر دودلي دوبسون
آرثر دودلي دوبسون (بالإنجليزية: Arthur Dudley Dobson)‏ هو مستكشف ومهندس نيوزيلندي، ولد في 9 سبتمبر 1841 في إيزلينغتون ‏ في المملكة المتحدة، وتوفي في 5 مارس 1934 في كرايستشرش في نيوزيلندا.